# Lunar Orbiter 3
Lunar Orbiter 3 byla umělá družice Měsíce, vyslaná agenturou NASA v roce 1967. V katalogu COSPAR dostala označení 1967-008A.

## Úkol mise
Družice z USA měla za úkol provést podrobnou fotodokumentaci povrchu Měsíce.

## Základní údaje
Označení Lunar měla kvůli zvolené orbitě kolem Měsíce. Její váha byla 389 kg. Byla vybavena mj. brzdícím motorem a fotografickým systémem. Dva objektivy umožňovaly snímat detaily z výšky 80 km o velikosti 1 metr. Na film 70 mm se vešlo 200 dvojexpozic, které byly rádiovou cestou odesílány na Zem.
Další známé družice USA s podobným označením byly Lunar Explorer.

## Průběh mise
Sonda s raketou Atlas Agena D odstartovala 5. února 1967. Byla navedena na orbitální dráhu Měsíce z původně parkovací dráhy u Země. Stalo se tak 8. února a sonda se tím dostala na oběžnou dráhu kolem Měsíce s dobou oběhu 215 minut ve výši 210 až 1795 km. O čtyři dny později došlo k další korekci na 54 – 1840 km. Pak bylo zahájeno snímkování povrchu, zejména oblastí vhodných pro plánované přistání kosmonautů v rámci programu Apollo. Snímkování bylo předčasně ukončeno pro technickou závadu mechanismu posouvajícím film, ale i tak byl zadaný úkol splněn, na Zem se dostalo 211 snímků. Na jedné fotografii se podařilo zachytit sondu Surveyor 1, která zde přistála v předchozím roce.
Dne 9. října 1967 byla sonda s pomocí brzdícího motoru navedena na povrch Měsíce, kde se roztříštila.